# Sinusregel

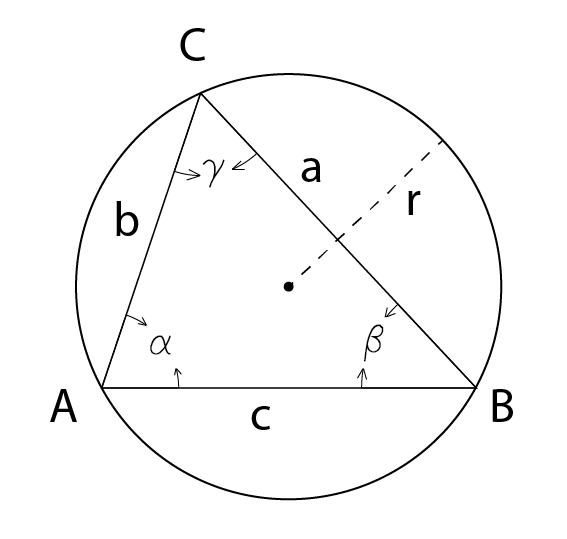

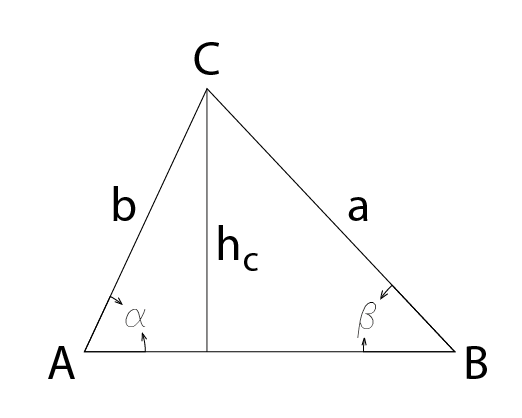
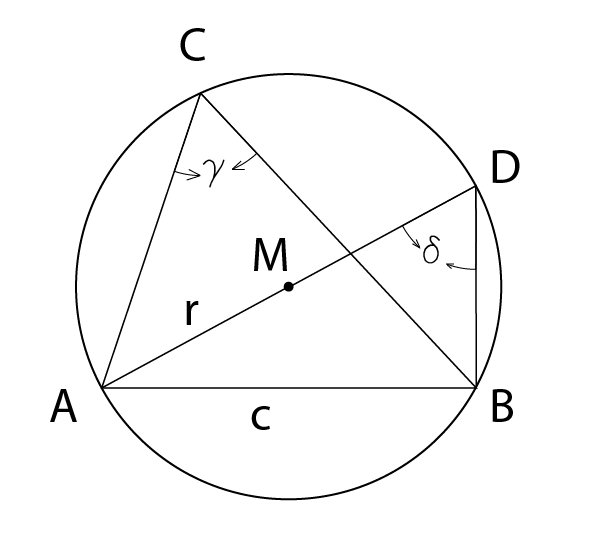

De sinusregel is een stelling uit de goniometrie die stelt dat in een driehoek de verhouding tussen de lengte van een zijde en de sinus van de overstaande hoek voor elk van de hoekpunten gelijk is aan het dubbele van de straal {\displaystyle r} van de omgeschreven cirkel.
De regel werd voor het eerst beschreven door de middeleeuwse Perzische wiskundige Nasir al-Din al-Toesi.
Voor een driehoek met zijden {\displaystyle a,b} en {\displaystyle c} en de overstaande hoeken {\displaystyle \alpha ,\beta } en {\displaystyle \gamma } geldt:
{\displaystyle {\frac {a}{\sin \alpha }}={\frac {b}{\sin \beta }}={\frac {c}{\sin \gamma }}=2r}
De sinusregel kan ook worden geschreven als:
{\displaystyle \sin \alpha :\sin \beta :\sin \gamma =a:b:c}
Gebruik de sinusregel:
- als er een zijde en twee hoeken gegeven zijn om de andere zijden en hoek te vinden,
- als er twee zijden en een overstaande hoek gegeven zijn om de andere hoeken en zijde te vinden of
- om de oppervlakte van de driehoek te berekenen. Deze is gelijk aan de helft van het product van de lengte van twee zijden vermenigvuldigd met de sinus van de ingesloten hoek.

De cosinusregel is een andere relatie tussen elementen van een driehoek die bij berekeningen aan een driehoek kan worden gebruikt.
Het eerste deel van de sinusregel wordt aan de hand van de eerste afbeelding onder bewezen:
{\displaystyle \sin \alpha ={\frac {h_{c}}{b}}}
{\displaystyle \sin \beta ={\frac {h_{c}}{a}}}
Vrijmaken van {\displaystyle h_{c}} geeft {\displaystyle h_{c}=b\cdot \sin \alpha } en {\displaystyle h_{c}=a\cdot \sin \beta }, gelijkstellen van {\displaystyle h_{c}} geeft {\displaystyle a\cdot \sin \beta =b\cdot \sin \alpha } en omwerken geeft {\displaystyle {\frac {a}{\sin \alpha }}={\frac {b}{\sin \beta }}}.
Het bewijs voor {\displaystyle {\frac {a}{\sin \alpha }}={\frac {c}{\sin \gamma }}} en {\displaystyle {\frac {b}{\sin \beta }}={\frac {c}{\sin \gamma }}} gaat op dezelfde manier.
Het tweede deel van de sinuregel wordt aan de hand van de tweede afbeelding bewezen.
Teken bij {\displaystyle \triangle ABC} de omschreven cirkel, bepaal daar het middelpunt {\displaystyle M} van en teken de diameter {\displaystyle AMD}. {\displaystyle \triangle ABD} is dan volgens de stelling van Thales voor cirkels een rechthoekige driehoek. {\displaystyle \angle \gamma =\angle \delta }, omdat de koorde {\displaystyle c} de overstaande zijde van {\displaystyle \angle \gamma } in {\displaystyle \triangle ABC} en die van {\displaystyle \angle \delta } in {\displaystyle \triangle ABD} is. 
{\displaystyle c\ =\ \sin \delta \ \cdot 2r}, dus {\displaystyle \sin \gamma =\sin \delta ={\frac {c}{2r}}} en {\displaystyle {\frac {c}{\sin \gamma }}=2r}.
{\displaystyle {\frac {a}{\sin \alpha }}=2r} en {\displaystyle {\frac {b}{\sin \beta }}=2r} gaan weer op dezelfde manier.